# Tardo Hammer

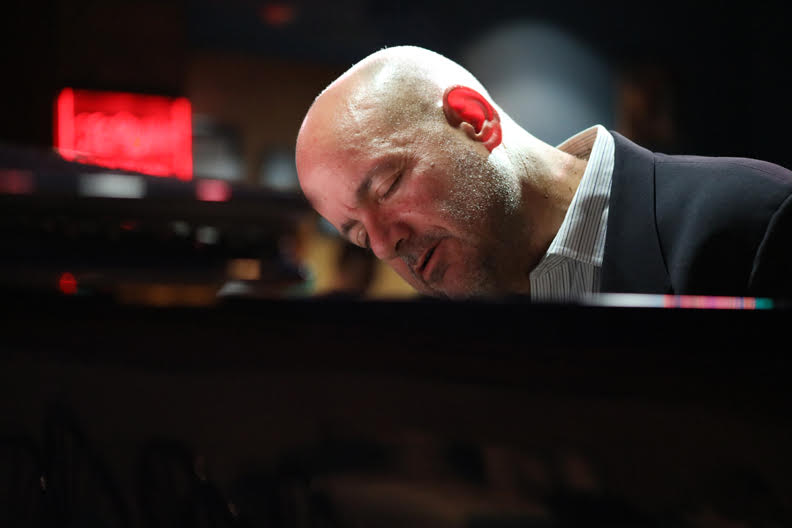
Tardo Hammer

Richard Allen „Tardo“ Hammer (* 26. Februar 1958 in Queens, New York City) ist ein US-amerikanischer Jazzmusiker (Piano, Komposition) des Postbop und Modern Jazz.

## Leben und Wirken
Hammer begann im Alter von fünf Jahren mit dem Klavierspielen und hatte zwischen 1965 und 1968 Unterricht bei Sal Mosca. Mit 13 Jahren kehrte er, nachdem er sich zwischendurch mit Klarinette und Gitarre beschäftigt hatte, an das Klavier zurück. In seiner Jugend hörte er intensiv Jazzaufnahmen und brachte sich zunächst autodidaktisch bei, diese Musik zu spielen. Er arbeitete ab 1977 in der amerikanischen Jazzszene. 1980 spielte er bei Warne Marsh, dann länger bei Richie Vitale. In den frühen 1980er Jahren gehörte er zu den Bands von Bill Hardman/Junior Cook, Lou Donaldson, Art Farmer/Clifford Jordan, arbeitete aber auch mit Lionel Hampton, Johnny Griffin und Charlie Rouse. 1986 war er mit der Bigband von Al Porcino erstmals im Plattenstudio. 1990 verbrachte er zwei Monate in Japan, wo er im Trio mit Victor Sproles und Vernel Fournier auftrat. Des Weiteren war er als Begleitmusiker von Vokalisten wie Annie Ross, David Allyn, Abbey Lincoln, Chris Connor, Earl Coleman, Jon Hendricks und Marion Cowings tätig.
Nach einem Album mit dem Trompeter John Marshall (Bopera House, 1988 mit Ralph LaLama, John Webber, Tom Melito) legte Hammer 1999 ein erstes Album unter eigenem Namen (Hammer Time, Sharp Nine Records) mit Standards und Eigenkompositionen vor, das er mit Leroy Williams und Dennis Irwin eingespielt hatte. Hammer trat im Laufe seiner Karriere in bekannten Jazzclubs in den USA, Europa und Japan auf; er nahm eine Reihe von Trioalben auf, darunter ein Tadd-Dameron-Tributalbum mit John Webber und Joe Farnsworth (Look Stop & Listen). Ferner ist er auf Plattenaufnahmen von Annie Ross, Charles Davis, Warren Vaché (Remembers Benny Carter, 2015) und Grant Stewart zu hören. Hammer arbeitet als Musikpädagoge an der Lucy Moses School.
Im Bereich des Jazz war er zwischen 1986 und 2017 an 53 Aufnahmesessions beteiligt.

## Diskographische Hinweise
- Somethin' Special (Sharp Nine Records, 2001), mit Leroy Williams, Dennis Irwin
- Look Stop & Listen (The Music of Tadd Dameron) (Sharp Nine Records, 2007)
- Simple Pleasure (Cellar Live, 2013), mit Lee Hudson, Jimmy Wormworth
- Rick Stone / Tardo Hammer / Yosuke Inoue / Matt Wilson: Samba De Novembro (Jazzand, 2014)
- Tardo Hammer & Peter Washington: Live at Mezzrow (SmallsLIVE, ca. 2018)